# Amatus Van der Biest-Andelhof
Amatus van der Biest-Andelhof (1850 – 1912) è stato un medico ed esperantista belga.
Pioniere dell'esperanto, egli fu vicepresidente del gruppo esperantista di Anversa, presidente della Belga Ligo Esperantista (BLE), direttore e redattore della rivista Belga Esperantisto ("L'esperantista belga") e presidente del "Sepo por la Sepa", il Comitato organizzatore del Congresso universale di esperanto nel 1911 ad Anversa, in Belgio. Van der Biest-Andelhof era anche membro del Lingva Komitato.
Numerose sue traduzioni sono apparse in Belga Esperantisto e alcune sono entrate a far parte della Belga Antologio ("Antologia Belga").
Willem van der Biest era suo figlio.

## Opere
- Esperanto kaj la lingvoj de malvastaj landoj ("L'esperanto e le lingue dei piccoli paesi", in Belga Esperantisto, marzo 1910, pagina 101). È un saggio in cui chiede l'istituzione di un'associazione esperantista dei piccoli popoli minacciati.
- La piccola serva, traduzione dell'opera di Georges Eekhoud (in Belga Esperantisto, febbraio 1910, pagina 96).

## Galleria d'immagini

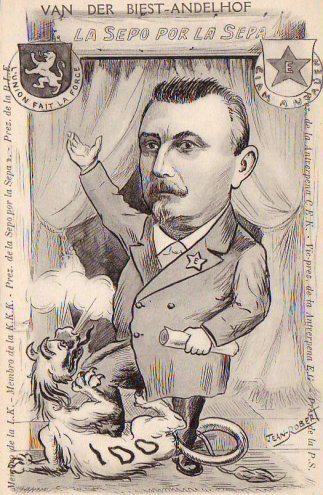
Caricatura di Van der Biest-Andelhof in una cartolina di Jean-Robert nel 1912
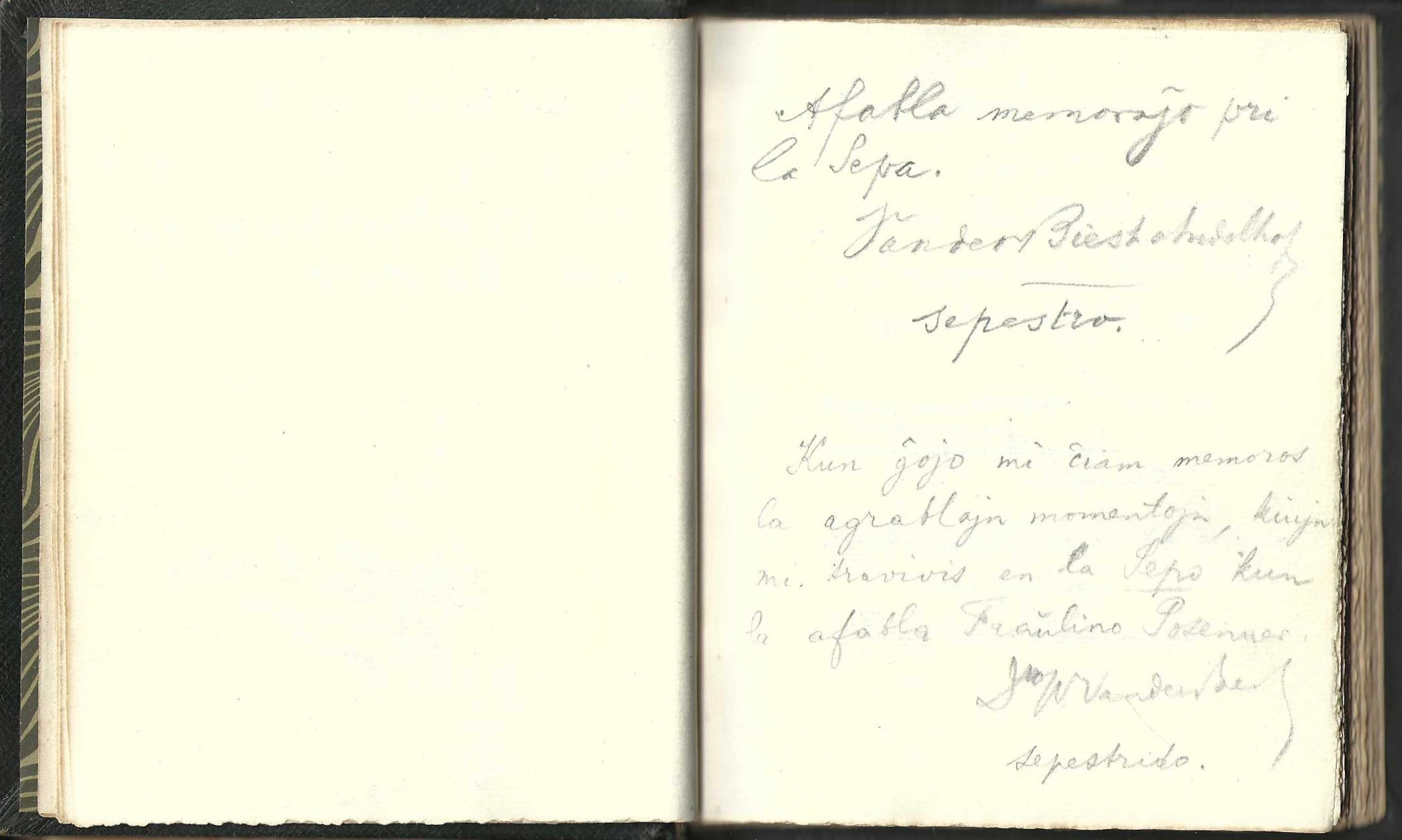
Dedica e firma di Amatus Van der Biest-Andelhof e di suo figlio Willem Van der Biest su un quaderno di Maria-Eltworthy-Posenaer
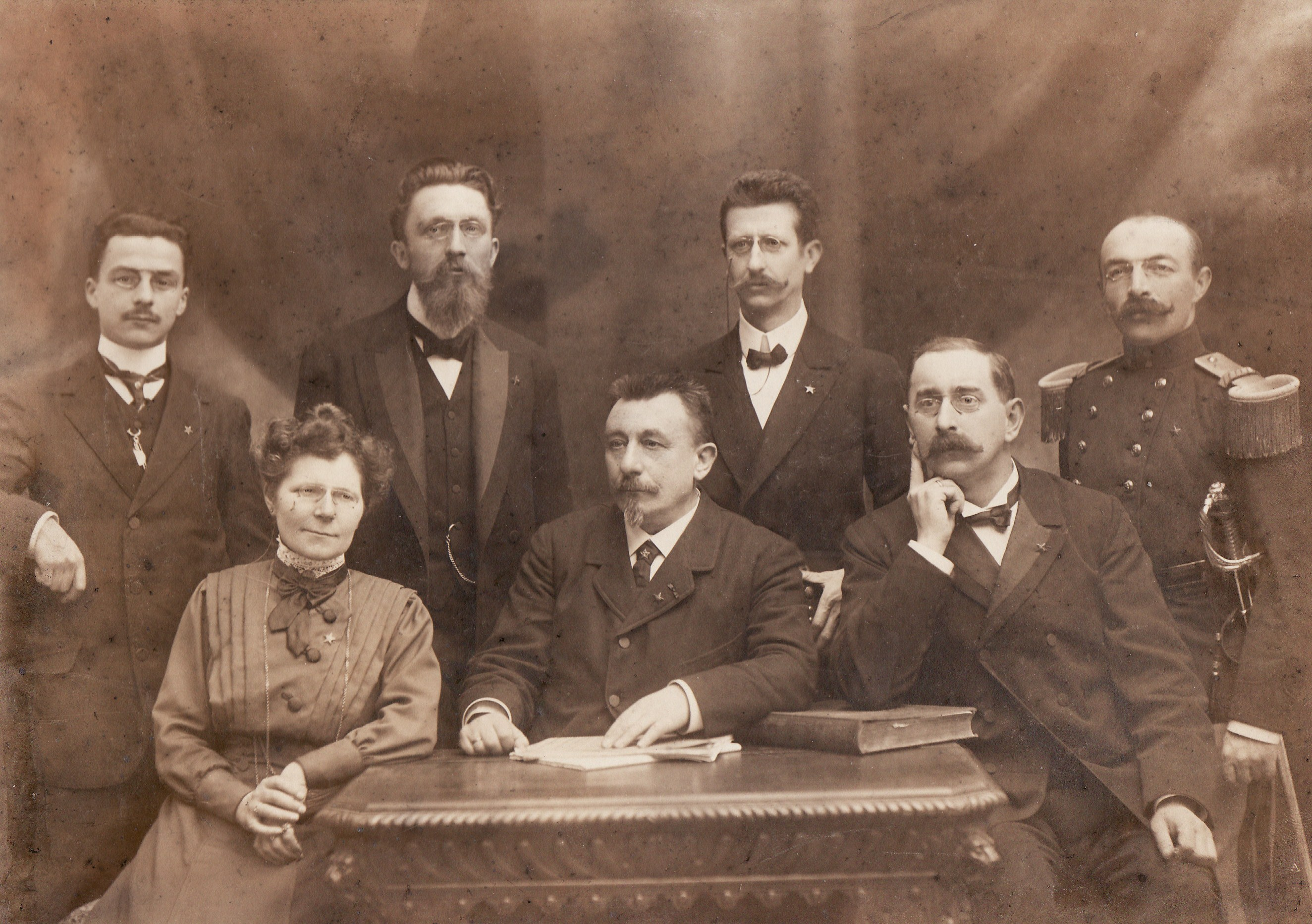
La Sepo por la Sepa, cioè gli organizzatori del Congresso. Dietro, da sinistra: Schoofs, W. Van der Biest, Ritschie, Dupont; davanti, da sinistra: M. Elworthy-Posenaer, A. Van der Biest-Andelhof, Van Schoor